# Live (álbum de Sunny Day Real Estate)
Live es un álbum en vivo que sirvió de colofón a la trayectoria de Sunny Day Real Estate con Sub Pop Records. Este último trabajo es un concierto en directo grabado el 26 de mayo de 1999 en Eugene, Oregón. Sub Pop lo sacó a la venta el 19 de octubre de 1999 junto con un VHS del concierto. El CD fue producido por Steve Smith.

## Listado de canciones
1. «Pillars» – 5:01
2. «Guitar and Video Games» – 4:18
3. «The Blankets Were the Stairs» – 5:48
4. «100 million» – 5:37
5. «Every Shining Time You Arrive» – 4:31
6. «Song About an Angel» – 6:21
7. «The Prophet» – 6:02
8. «J'Nuh» – 5:48
9. «Rodeo Jones» – 5:08
10. «In Circles» – 5:00
11. «Days Were Golden» – 8:42

## Créditos
- Jeremy Enigk - cantante, guitarra, teclados
- Dan Hoerner - cantante, guitarra
- Joe Skyward - bajo, coros
- William Goldsmith - batería